# Philip Deignan
 Philip Deignan (Letterkenny, 7 de setembre del 1983) és un ciclista professional irlandès. Professional des del 2005, actualment a l'equip Team Sky.

## Palmarès
- 2004
  - 1r de la Ronde de l'Isard i vencedor de 2 etapes
- 2005
  - 1r al Tour del Doubs
- 2009
  - Vencedor d'una etapa a la Volta a Espanya
- 2013
  - 1r al Tour de Gila i classificació de la muntanya

### Resultats a la Volta a Espanya
- 2007. 71è de la classificació general
- 2009. 9è de la classificació general. Vencedor d'una etapa
- 2010. Abandona (11a etapa)
- 2014. 39è de la classificació general

### Resultats al Giro d'Itàlia
- 2008. 79è de la classificació general
- 2009. 56è de la classificació general
- 2011. 47è de la classificació general
- 2014. 43è de la classificació general
- 2016. Abandona (19a etapa)
- 2017. 37è de la classificació general